# Nowotarszczyzna
Nowotarszczyzna, także dolina nowotarska - region w dorzeczu Białego Dunajca, na północ od pasma Tatr. Nazwany od miasta Nowego Targu, leżącego w północnej części regionu.
Zasięg regionu obejmuje m.in. Podhale, część Tatr, i dawne starostwa nowotarskie i czorsztyńskie.